# Francisco Andrevi
Francisco Andrevi y Castellar, né le 7 novembre 1786 à Sanahuja (Lérida) et mort le 23 novembre 1853 à Barcelone, est un compositeur espagnol.

## Biographie
Il a pris contact pour la première fois avec la musique, enfant, car il appartenait au chœur de la Cathédrale de La Seu d'Urgell. Plus tard, il a étudié l'orgue à Barcelone avec Quintana et la composition avec Queralt.
En 1808, il est maître de chœur à Tafalla (Navarre) et ensuite à Segorbe (Castellón) jusqu'en 1814 où il vient à Santa Maria del Mar de Barcelone. En 1830, il occupe le même poste à la Cathédrale de Séville et en 1831 à la Chapelle Royale de Madrid. En 1836, il se rend en France où il occupe le poste de maître de chapelle à la Cathédrale Saint-André de Bordeaux entre 1839 et 1845. En 1850, il est nommé à l'église de La Merced de Barcelone, poste qu'il occupe jusqu'à sa mort.

## Œuvres
- 6 Messes
- une messe des morts (1834), en mémoire de Ferdinand VII
- trois Stabat Mater
- quinze motets
- neuf Lamentations
- un Tantum Ergo.